# Amritapuri

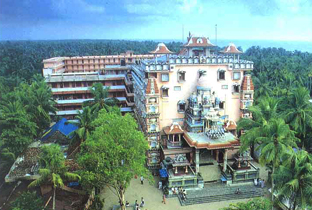

Amritapuri es el áshram (monasterio) principal de la líder religiosa Mata Amritanandamayi.
Se localiza a unos 120 kilómetros al norte de Trivandrum, en el estado de Kerala (India) y a unos 120 kilómetros al sur de Cochín. Amritapuri es también el nombre por el cual la localización del āshram es conocida.
Todos son invitados a participar en las actividades diarias del áshram, de acuerdo con sus posibilidades. Existe una armoniosa combinación de meditación, canto, estudio y servicio.